# Raafat Mekki
Raafat Mekki – egipski piłkarz grający na pozycji obrońcy. W swojej karierze grał w reprezentacji Egiptu.

## Kariera klubowa
W swojej karierze piłkarskiej Mekki grał w klubie Tersana SC.

## Kariera reprezentacyjna
W 1974 roku Mekki został powołany do reprezentacji Egiptu na Puchar Narodów Afryki 1974. Na tym turnieju rozegrał trzy mecze: grupowe z Zambią (3:1) i z Wybrzeżem Kości Słoniowej (2:0) i o 3. miejsce z Kongiem (4:0). Z Egiptem zajął w 3. miejsce w tym turnieju.